# Marcus Schinkel (Musiker)

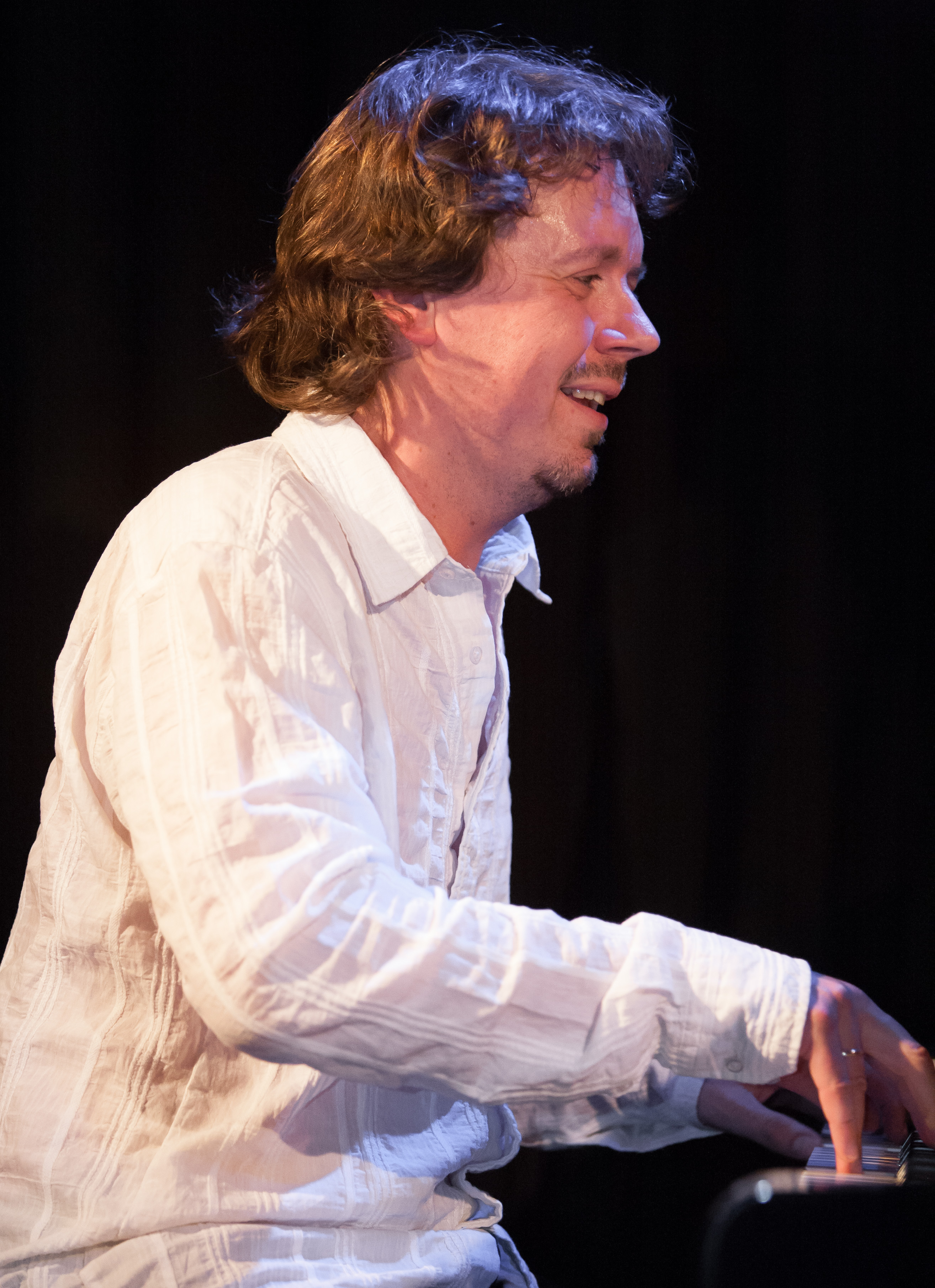
Marcus Schinkel (2007)

Marcus Schinkel (* 1968) ist ein deutscher Jazzpianist, Rockkeyboarder, Komponist und Arrangeur.

## Musikalischer Werdegang
Schinkel studierte Jazz- und klassisches Klavier von 1988 bis 1993 am Conservatorium voor de Kunsten Arnhem (Niederlande) bei Rob van den Broeck (Jazz) und Chris Seger (Klassik) und nahm zusätzlich Unterricht bei Richie Beirach, Lee Konitz, Philip Catherine und Walter Norris. Er war Mitglied im Bundesjazzorchester (BuJazzO) unter Leitung von Peter Herbolzheimer. Noch in der Studienzeit gründete er das Marcus Schinkel Trio mit dem Schlagzeuger Wim de Vries (The Drumbassadors) und dem E- und Kontrabassisten Bas Rietmeijer.
Die erste Trio-CD First of a Million Tones entstand 1996 mit den Gastmusikern Eric Vloeimans und Peter Weniger. Schinkel arrangierte 1999 zur Verabschiedung des Deutschen Bundestages in Bonn Kompositionen von Ludwig van Beethoven für sein Klassikjazz-Programm „News from Beethoven“, mit dem das Trio im Jahre 2000 eine Einladung für Konzerte in Nord- und Südvietnam erhielt. 2004 erschien die CD „News from Beethoven“ und 2009 „9 Symphonies“, in der Schinkel die 9 Themen der Beethoven-Symphonien für das Marcus Schinkel Trio und das Indigo-Streichquartett arrangierte. Mit diesem Beethoven Meets Jazz Projekt trat das Trio mehrfach auf internationalen Festivals auf, u. a. dem Beethovenfest Bonn. 2015 präsentierte das Trio das Programm Crossover Beethoven mit dem neuen E- und Kontrabassisten Fritz Roppel, der den erkrankten Bas Rietmeijer ablöste. 2016 kam es zu Auftritten des Trios beim Jazzfest Bonn mit Saxophonist Ernie Watts, im Folgejahr bei der Düsseldorfer Jazz-Rally.
2017 folgte die Premiere des neuen Programms New Pictures at an Exhibition, eine Hommage an Keith Emerson und die Progressive-Rock-Ära von Emerson, Lake and Palmer auf Basis der Komposition Bilder einer Ausstellung von Modest Mussorgsky. Das Trio wird hier durch den Sänger Johannes Kuchta und eine Licht- & Lasershow erweitert.
Schinkel benutzt hier neben Flügel und Synthesizer auch ausgefallenere Instrumente, wie Keytar (Umhängekeyboard), Theremin, Melodika, Laserharfe und Ribbon Controller. Im selben Jahr gab Schinkel Konzerte in Honduras als Solist und mit dem Jugendorchester Victoriano Lopez unter Leitung von Daniel Montes, dabei spielte er das 5. Klavierkonzert von Ludwig van Beethoven, improvisierte jedoch die Kadenzpassagen mit Elementen aus Jazz und Latin. Konzerte mit dem Gypsy-Jazz-Gitarristen Joscho Stephan als Gastsolisten führten zum gemeinsamen Album Classic Meets Gypsy (2019).
Marcus Schinkel begleitete die deutsche Kabarettistin und Sängerin Nessi Tausendschön und diverse Jazz- und Popsänger/-innen.
Tätigkeit als Pianist, Komponist und Arrangeur für das Theater Bonn von 2009 bis 2015, seit 2016 für das Schauspiel Düsseldorf. Er arbeitete mit Pee Wee Ellis, Susan Weinert, Pete York, Kim Wilde, Charlie Mariano, Mitgliedern des Gürzenich-Orchesters Köln, dem Beethoven Orchester Bonn, Inga Lühning, Frederik Köster, Markus Stockhausen, Bodek Janke, Martell Beigang, Ulla Oster und Paul Kuhn zusammen.
Schinkel trat außer in Europa in den USA, Russland, der Karibik, Jordanien, der Türkei und Tunesien auf.

## Diskographische Hinweise
Alben unter eigenem Namen
- Marcus Schinkel Trio & Joscho Stephan Classic Meets Gypsy, 2019
- Marcus Schinkel & Voyager IV Pictures At An Exhibition, 2019
- Marcus Schinkel Trio Crossover Beethoven, Bosrecords 2015
- Marcus Schinkel Trio & Indigo Streichquartett 9 Symphonies, 2009
- Marcus Schinkel Trio News from Beethoven, 2004
- Marcus Schinkel Trio First of a Million Tones, Acoustic Music Records 1996
- Marcus Schinkel Trio Play Bach Reloaded, 2024

Alben mit Voyager IV
- Voyager IV Pictures At An Exhibition, 2019

Alben als Begleitmusiker
- Melanie Heizmann Wenn ich eine Wolke wäre, 2014
- Anikó Kanthak Til You Hear From Me, 2013
- Regina Mester Quartett Where Do We Go, 2009
- Nessi Tausendschön Restwärme, 2007
- Faith Gibson You Don’t Know Me, 2004
- Nessi Tausendschön Live, 2004
- Wim de Vries Groovability to Swing, 1997
- Esprit Esprit, 1998
- Birgit June Listen to the Wind, 1996